# Budget de la présidence de la République française
Le budget de la présidence de la République française est la partie du budget de l'État français allouée au fonctionnement du palais de l'Élysée et de la présidence de la République. Le budget est inscrit dans la mission « pouvoirs publics » du budget, au même titre que ceux de l'Assemblée nationale, du Sénat, du Conseil constitutionnel et de la Cour de justice de la République.

## Histoire

### Histoire du budget

#### Jusqu'à la Quatrième République
Il n'existe, sous l'Ancien Régime, aucune distinction entre le budget public et le budget privé du souverain. La Révolution française contribue à séparer ces deux budgets ; l'Assemblée constituante de 1789 limite les revenus du roi en lui attribuant une « liste civile », c'est-à-dire un budget annuel qu'il peut utiliser ad libitum. Le principe d'auto-administration des dépenses du chef de l'État subsiste jusqu'à la Cinquième République.
Le faible rôle joué par le Président de la République française sous la Quatrième République induit un budget lui-même faible. Le cabinet présidentiel se limite à l'époque à une dizaine de personnes, civils et militaires. Le budget de l'Élysée en 1957 est par exemple d'1,3 million d'euros (ajustés à l'euro de 2018). Les crédits sont votés sans débat au Parlement, ce qui crée « une véritable tradition républicaine » dans la fixation du budget de l'Élysée. 

#### Sous la Cinquième République
La taxe d'habitation et les déplacements privés des présidents de la République n'entrent pas dans le budget de la présidence et sont réglés à titre privé par le président de la République et sa famille. Charles de Gaulle fait poser un compteur électrique dans l'appartement présidentiel afin que la consommation d'électricité ne soit pas prise en charge par le budget. 
La raréfaction des déplacements du président Jacques Chirac à la fin de son deuxième mandat conduisent à dégager un excédent de 400 000 € (ajustés à l'euro de 2018).
Le budget de l'Élysée augmente sensiblement sous le président Nicolas Sarkozy. En 2007, les dépenses augmentent de 8,4 %, la plus forte progression depuis 2003. Cette augmentation est due à l'augmentation du rythme d'activité du président : les frais de réception augmentent d'un tiers, le parc automobile est plus utilisé (1,3 million de kilomètres est parcouru dans l'année), l'activité des collaborateurs élyséens est plus soutenue, les voyages officiels sont multipliés par trois, et les terminaux nomades et ordinateurs portables sécurisés creusent les dépenses. Le cabinet atteint 82 personnels, niveau record. Le budget du Château pèse pour 0,03 % des dépenses de l'État. 
Sous la présidence de Nicolas Sarkozy, les dépenses baissent de 113 à 111 millions d'euros, soit une diminution de 1,8 %. Elle est en réalité due à des modifications de périmètre, car certaines résidences (Rambouillet, Marly-le-Roi, Souzy-la-Briche) sont transférées à d'autres ministères. À périmètre constant, les dépenses croissent de 3,5 % entre 2008 et 2011, soit au même rythme que le budget de l'État, et à un rythme très inférieur à celui des décennies précédentes. 
Sous la présidence de François Hollande, le budget de la présidence baisse de 8,1 %, quand celui de l'État croît de 7 %. Cette baisse résulte, notamment, d'une politique de réduction des effectifs (de 882 à 792). Aussi, le Château a recours à des appels d'offres pour 82 % des achats, contre 30 % en 2011, et 0 % en 2007. Les excédents dégagés sous le président Hollande, à hauteur de 20 millions d'euros sur le quinquennat, sont reversés au budget général de l'État. Le rapporteur Marc Le Fur considère que les coupes dans les dépenses sont arrivées au point où les réduire plus pourrait entraver l'action du chef de l'État. 
Le premier budget plein de la présidence d'Emmanuel Macron est augmenté de 6,9 %. Cela est dû à une augmentation de la masse salariale, une hausse des effectifs chargés de la sécurité, une hausse du budget lié à la sécurité informatique, et une augmentation du coût unitaire des déplacements présidentiels. À partir de 2020, les dépenses de sécurité qui étaient attribuées au ministère de l'Intérieur sont transférées au budget du Château, ce qui les fait augmenter sensiblement.  
Les dépenses en 2019 s'élèvent à 105 millions d'euros. La dotation du budget de l'État (103 millions) constitue l'essentiel des recettes. Au 31 décembre 2019, la présidence dispose d'un effectif physique de 779 agents, dont 287 à la direction de la sécurité, 200 à la direction des opérations et 95 au cabinet.
En 2023, la dotation de l’État (110,5 millions d’euros) et les recettes propres du palais - comme les ventes de produits dérivés- (4,3 millions d’euros) ne suffisent pas à « couvrir les dépenses » en forte hausse à 124,2 millions d’euros soit près de 11 millions de plus qu’en 2022. Selon la Cour des comptes, cette augmentation est notamment due à la progression des dépenses liées aux déplacements et aux réceptions

### Histoire de la transparence du budget

#### Une opacité unique
Les dépenses de la présidence sont, jusqu'aux années 2000, inconnues de la présidence elle-même. La tradition politique française a longtemps fait du palais de l'Élysée une institution secondaire au sein du pouvoir exécutif. S'il devient central à partir de la création de la Cinquième République, le palais continue de devoir puiser dans les budgets des divers ministères pour assurer son budget.  
En cas de dépassement par rapport au montant fixé par le Parlement français, la présidence procède à un transfert de crédits. L'Élysée est financé par le ministère des Affaires étrangères pour ce qui est des déplacements à l'étranger de la présidence ; les meubles, par le ministère de la Culture. En plus de cela, les personnels sont à l'époque mis à disposition par d'autres ministères, sans compensation ; le ministère rémunérait l'individu qui travaillait à l'Élysée, et la dépense n'apparaissait pas, de manière artificielle, dans le budget du palais. Lorsqu'il était impossible de trouver un ministère, c'était une entreprise publique, comme Air France, qui signait le contrat de celui qui travaillait au Château. 
Le manque de réglementation et de législation sur le sujet du budget de l'Élysée conduit le chef du service financier du palais de Charles de Gaulle à écrire, dans une note à destination de ses successeurs et réutilisée jusqu'aux années 2000, que les fonds de la présidence sont « gérés selon un mode extrêmement souple » et « sont en quelque sorte les héritiers directs de la cassette royale ». 
L'éclatement des budgets rend difficile la construction d'un budget unique. Le sujet de la consolidation et de la transparence du budget de la présidence est abordé pour la première fois à l'Assemblée nationale en octobre 2001 par René Dosière. Les crédits votés par le Parlement ne couvraient en effet qu'une petite partie du budget réel de la présidence ; le haut fonctionnaire Jean Massot souligne en 1994 « le caractère artificiel de ces crédits », qui ne recouvreraient à l'époque que 10 % des dépenses réelles du Château.
La réforme des fonds spéciaux de 2001 lève le voile sur l'utilisation de ces fonds pour financer l'Élysée. En 2001, 4,6 millions d'euros (ajustés à l'euro de 2018) de fonds spéciaux ont suppléé le budget du palais. Ces fonds servaient, par exemple, à financer la Garden-party de l'Élysée.

#### Une politique de transparence à partir de 2006
La Loi organique relative aux lois de finances en 2006 est l'occasion de consolider du budget de la présidence, qui est inséré dans la mission « Pouvoirs publics ». En 2007, la transparence est accrue avec la transmission par l'Élysée au Parlement de l'inventaire des immeubles affectés à la présidence, ainsi que le détail du parc automobile et des effectifs en poste. Le Rapport Dosière de 2006 permet de détailler les dépenses de l'Élysée : 30 % du budget total est alloué à la défense (protection de la présidence et de l'Élysée, notamment), 12,7 % aux affaires étrangères (voyages officiels), 10,5 % à la culture. 
Le président Nicolas Sarkozy décide en 2008 la consolidation du budget : au lieu des 32 millions d'euros du budget habituel prévus, 100,5 millions sont inscrits dans la loi de finance afin de regrouper les 18 postes de dépenses dans une seule mission. Une réforme des nominations est actée. Par ailleurs, depuis cette même année, la gestion de la présidence de la République fait l'objet d'un contrôle annuel de la Cour des comptes à la demande du président. Le préfet Christian Frémont est chargé par le président d'inventorier et de clarifier les dépenses du Château ; un chargé de mission au cabinet du président de la République est chargé de négocier le prix des hôtels et des locations de véhicules, ce qui fait baisser sensiblement le coûts de transport et d'hébergement.
Le président Emmanuel Macron décide en 2018 que les dépenses des repas du président et de sa famille à La Lanterne et au Fort de Brégançon sont à la charge privée du président et non du budget public.
René Dosière considère en 2019 que le budget de l'Élysée est passé du budget le plus opaque au « plus transparent et [...] plus contrôlé de nos institutions publiques ».

## Tableau historique
| Année | Président                              | Budget                                                                      | Dotation initiale de l'État |
| ----- | -------------------------------------- | --------------------------------------------------------------------------- | --------------------------- |
| 1957  | René Coty                              | 1,3                                                                         |                             |
| 1960  | Charles de Gaulle                      | 2,3                                                                         |                             |
| 1974  | Georges Pompidou                       | 3,1                                                                         |                             |
| 1981  | François Mitterrand                    | 3,7                                                                         |                             |
| 2005  | Jacques Chirac                         | 34 (budget officiel) + 58 (budget éclaté entre les ministères), soit 90     |                             |
| 2008  | Nicolas Sarkozy                        | 113, soit 32 (budget officiel) + 81 (budget éclaté) (premier budget unifié) | 110                         |
| 2009  | Nicolas Sarkozy                        | 113                                                                         | 112                         |
| 2010  | Nicolas Sarkozy                        | 112                                                                         | 113                         |
| 2011  | Nicolas Sarkozy                        | 111                                                                         | 111                         |
| 2012  | Nicolas Sarkozy puis François Hollande | 104                                                                         | 103                         |
| 2013  | François Hollande                      | 101                                                                         | 101                         |
| 2014  | François Hollande                      | 98                                                                          | 100                         |
| 2015  | François Hollande                      | 98                                                                          | 100                         |
| 2016  | François Hollande                      | 102                                                                         | 100                         |
| 2017  | François Hollande puis Emmanuel Macron | 104                                                                         | 100                         |
| 2018  | Emmanuel Macron                        | 110                                                                         | 103                         |
| 2019  | Emmanuel Macron                        | 105                                                                         | 103                         |
| 2020  | Emmanuel Macron                        | 110                                                                         | 105                         |
| 2021  | Emmanuel Macron                        | 109                                                                         | 105                         |
| 2022  | Emmanuel Macron                        | 105                                                                         |                             |
| 2023  | Emmanuel Macron                        | 110                                                                         |                             |
| 2024  | Emmanuel Macron                        | 123                                                                         |                             |
| 2025  | Emmanuel Macron                        | Texte non adopté                                                            | Texte non adopté            |

Note : tous les chiffres sont ajustés à l'inflation et calculés en valeur 2018, à l'exception des années après 2018 qui sont en euros courants.